# Ernst Ihbe
Ernst Ihbe, född 20 december 1913 i Erlbach im Vogtland, död 30 augusti 1992 i Leipzig, var en tysk tävlingscyklist.
Ihbe blev olympisk guldmedaljör i tandem vid sommarspelen 1936 i Berlin.